# Jūshkī
Jūshkī (persiska: جوشكی) är en ort i Iran.   Den ligger i provinsen Hormozgan, i den sydöstra delen av landet, 1 100 km sydost om huvudstaden Teheran. Jūshkī ligger 17 meter över havet och antalet invånare är 410.
Terrängen runt Jūshkī är platt. Runt Jūshkī är det ganska glesbefolkat, med 25 invånare per kvadratkilometer. Närmaste större samhälle är Mīnāb, 13,5 km norr om Jūshkī. Trakten runt Jūshkī är ofruktbar med lite eller ingen växtlighet.